# Anabazenops
Anabazenops – rodzaj ptaków z podrodziny liściowców (Philydorinae) w obrębie rodziny garncarzowatych (Furnariidae).

## Rozmieszczenie geograficzne
Rodzaj obejmuje gatunki występujące w Ameryce Południowej.

## Morfologia
Długość ciała 19 cm; masa ciała 34–44 g.

## Systematyka
Rodzaj zdefiniował w 1841 roku francuski ornitolog Frédéric de Lafresnaye w haśle o nowym rodzaju, opublikowanym w uniwersalnym słowniku historii naturalnej pod redakcją d’Orbigny’ego. Gatunkiem typowym jest (późniejsze oznaczenie) bambuśnik obrożny (A. fuscus).

### Etymologia
- Anabazenops: zbitka wyrazowa nazw rodzajów: Anabates Temminck, 1820 (ogończyk) i Xenops Illiger, 1811 (pełzacznik)[6].
- Anabatoides: rodzaj Anabates Temminck, 1820; gr. -οιδης -oidēs ‘przypominający’[7]. Gatunek typowy (późniejsze monotypowe): Sitta fusca Vieillot, 1816[5].

### Podział systematyczny
Do rodzaju należą następujące gatunki:
- Anabazenops dorsalis (P.L. Sclater & Salvin, 1880) – bambuśnik białobrzuchy
- Anabazenops fuscus (Vieillot, 1816) – bambuśnik obrożny